# Вейнцвейг, Джон
Джон Вейнцвейг  — канадский композитор, педагог и музыкальный администратор XX века, автор произведений в жанре классической музыки, кавалер Ордена Канады.

## Биография
Джон (Джейкоб) Вейнцвейг родился в Торонто в 1913 году в польско-еврейской семье. Музыке начал учиться в 14 лет, сначала брал уроки игры на мандолине, а позже в том же году начал учиться игре на фортепиано вместе с младшим братом Моррисом. Джон играл в школьном ансамбле, сначала партии скрипки, которые исполнял на мандолине, а затем партии тубы и саксофона. Вместе с братом они играли на танцах, вечеринках и политических митингах, зарабатывая таким образом карманные деньги.
Сам Вейнцвейг вспоминал, что решил стать композитором в 19 лет. С 1934 по 1937 год он учился в Торонтском университете, где его учителями были Хили Уиллан (контрапункт и фуга), Лео Смит (гармония) и Эрнест Макмиллан (оркестровка). В Торонтской консерватории Вейнцвейг учится дирижёрскому искусству у Реджинальда Стюарта и становится основателем и дирижёром студенческого оркестра Торонтского университета. В 1937 году композитор Говард Хансон, ознакомившись с произведениями Вейнцвейга, предложил ему продолжить учебу в Истменовской школе музыки, которую он возглавлял. В отличие от Торонтского университета, в Истменовской школе преподавались курсы современной музыки, и учителями Вейнцвейга там стали Пол Уайт, Бернард Роджерс и Нельсон Уотсон.
После окончания учебы Вейнцвейг возвращается в Торонто, где создает Первую сюиту для фортепиано, скрипичную сонату и симфонию, а также произведения малой формы. Некоторые из этих произведений, написанные в традиционном стиле (Струнный квартет №1, «Зачарованный холм»), исполняются в концертах. С 1939 года Вейнцвейг преподает в Торонтской консерватории, передавая ученикам принципы современной композиции, а с 1941 года пишет музыку для программ Радио CBC и кинофильмов. Эта музыка была более современной, чем та, которую отбирали для концертов, и Вейнцвейг получил возможность экспериментировать с техникой композиции, оттачивая свой стиль.
Отслужив в 1943—1945 годах в ВВС Канады, Вейнцвейг возвращается к композиторской и преподавательской деятельности. После 1945 года он уже не сочиняет музыку для фильмов, но его сотрудничество с радио продолжается до 1951 года. В Торонтской консерватории он преподает ещё на протяжении пятнадцати лет, с 1945 по 1960 год, а с 1952 года также преподает на факультете музыки Торонтского университета.
В послевоенные годы произведения Вейнцвейга исполняются в Нью-Йорке и Праге (1947), Лондоне (1956) и Израиле (1960, 1964). В 1949 году в Канаде состоялась премьера балета Вейнцвейга «Красный початок» (англ. Red ear of corn), оркестровая сюита к которому остается одним из его самых популярных произведений по настоящее время. С начала 50-х годов он полностью переключается на концертную музыку, в основном рассчитанную на камерное исполнение (исключение составляют два концерта — скрипичный и фортепианный, — два дивертисмента (№8 и №9) и программные произведения «Вино мира» — англ. Wine of Peace — и «Безмолвие» — англ. Dummiyah/Silence).
В 1948 году дивертисменты для соло флейты и струнного оркестра были отмечены серебряной медалью в Конкурсе искусств на XIV Олимпийских играх в Лондоне (номинация — сольно-инструментальная и камерная музыка). Золотая медаль в этой номинации не присуждалась.
В 1951 году Вейнцвейг и два его бывших ученика, Сэмюэл Долин и Гарри Сомерс, создают Канадскую лигу композиторов. Первый концерт лиги в марте 1951 года был составлен из произведений Вейнцвейга, который оставался председателем лиги до 1957 года и затем снова с 1959 по 1963 год. Административная и преподавательская работа с середины 50-х годов заставляют его уменьшить время, отводимое на сочинение музыки. Во второй половине десятилетия его рекомендации, представленные комиссии по теле- и радиовещанию и Канадскому совету по вопросам искусства, приводят к созданию Канадского музыкального центра — крупнейшего собрания концертной музыки в стране. С 1973 по 1975 он возглавляет Ассоциацию канадских композиторов, авторов и издателей (CAPAC). В эти годы он создает в среднем одно произведение в год, обычно по заказу CBC. В 1970-е и 1980-е он создает циклы небольших инструментальных произведений для гитары (цикл из 18 пьес), арфы (15 пьес), контрабаса, альта и фортепиано. Среди произведений этого периода выделяется «Дуолог» (англ. Duologue) — крупная одночастная пьеса для двух фортепиано. Дивертисмент №12, последнее произведение Вейнцвейга в этой форме, написан в 1998 году, когда композитору шёл девятый десяток.
Вплоть до начала нового века Вейнцвейг продолжает занимать активную гражданскую позицию. В 2000 году газета Toronto Star опубликовала его письмо, направленное против «постыдной» практики Радио CBC, предпочитающего транслировать произведения европейских композиторов прошлого, а не современных канадских авторов. По его инициативе в начале нового века была начата серия записей CBC «Портреты и овации». «Декан канадской классической музыки» Джон Вейнцвейг скончался в августе 2006 года в возрасте 93 лет.

## Эволюция стиля
В Истменовской школе Вейнцвейг попадает под влияние музыки Стравинского и Берга.
С 1938 и до середины 1940-х годов это ощущается в его произведениях, в частности в 1-й фортепианной сюите, где во второй части отдельные музыкальные фрагменты строятся на принципах додекафонии. В симфонии 1940 года и скрипичной сонате 1941 года додекафонические мотивы используются для создания долгих струящихся мелодий.
В «Красном початке» Вейнцвейгом использованы мотивы индейских и франко-канадских песен и плясок. Его позднее творчество отличает чистота и ясность стиля, экономное использование музыкального материала, энергичный ритм и сериалистические элементы в мелодии, которые, однако, не становятся полностью доминирующими. Его увлечение крупными оркестровыми формами на этом этапе уступило место интересу к малым формам и диалогу между солистом и камерным оркестром. В 1970-е годы он обращается в своем творчестве к синтезу музыки и театрального искусства; хотя он не писал настоящих опер, его произведения в этот период («25-минутное путешествие по сцене, за время которого бьют по разным инструментам» для соло на ударных — англ. Around the Stage in 25 Minutes During Which a Variety of Instruments Are Struck; «Триалог-экспромт» для фортепиано — англ. Trialogue, Impromptu; «Пьесы впятером» для духового квинтета — англ. Pieces of 5) включают элементы драмы или игры. Произведения в этом жанре он создавал вплоть до 90-х годов.

## Признание
Джон Вейнцвейг был удостоен почетных академических званий от Оттавского и Торонтского университета и медали Канадского совета по музыке. В 1974 году он был произведен в офицеры ордена Канады, а в 1988 году в кавалеры ордена Онтарио. Он также был первым композитором, удостоенным ряда канадских наград, включая Приз Молсона. Его юбилеи отмечались исполнением его произведений ведущими канадскими оркестрами.